# Nikolaj Læsø
Nikolaj Læsø Dueholm Christensen (* 15. November 1996 in Aarhus) ist ein dänischer Handballspieler. Der 1,96 m große linke Rückraumspieler spielt seit 2024 für den dänischen Erstligisten Bjerringbro-Silkeborg und steht zudem im Aufgebot der dänischen Nationalmannschaft.

## Karriere

### Verein
Nikolaj Læsø spielte in der Jugend für den dänischen Verein Aarhus Håndbold. Von 2015 bis 2017 lief er für Odder Håndbold auf, ehe er nach Aarhus zurückkehrte und in der ersten dänischen Liga spielte. Nach 69 Toren 2017/18 und 165 Toren 2018/19 wurde der Rückraumspieler 2019/20 mit 154 Treffern Torschützenkönig der Håndboldligaen. Daraufhin wechselte er zu Aalborg Håndbold, mit dem er 2021 die dänische Meisterschaft gewann und das Finale in der EHF Champions League erreichte. Mit 153 und 140 Toren in der Liga sowie 70 und 54 Toren in der Champions League gehörte er auch bei Aalborg zu den gefährlichsten Schützen. Zur Saison 2022/23 schloss er sich dem portugiesischen Verein FC Porto an, mit dem er 2023 die portugiesische Meisterschaft gewann. Im Sommer 2024 wechselte er zum dänischen Erstligisten Bjerringbro-Silkeborg.

### Nationalmannschaft
In der dänischen A-Nationalmannschaft debütierte Nikolaj Læsø am 7. Januar 2021 beim 31:28-Sieg gegen Norwegen. Bei der anschließenden Weltmeisterschaft 2021 warf er drei Toren in zwei Spielen und wurde mit der dänischen Auswahl Weltmeister. Bisher bestritt er sechs Länderspiele, in denen er fünf Tore erzielte.